# Kraftwerk Shin-Nagoya
Das Kraftwerk Shin-Nagoya (jap. 新名古屋火力発電所, Shin-Nagoya karyoku hatsudensho) ist ein Gaskraftwerk in Japan, das an der Ostseite der Ise-Bucht in der Stadt Nagoya (Präfektur Aichi) auf einer Meeresaufschüttung gelegen ist. Mit einer installierten Leistung von 3.058 MW liegt es an fünfter Stelle der leistungsstärksten Kraftwerke des Stromversorgers Chūbu Denryoku.

## Kraftwerksblöcke
Das Kraftwerk besteht aus insgesamt zehn Blöcken unterschiedlicher Leistung, die in den Jahren 1998 und 2008 in Betrieb gingen. Die folgende Tabelle gibt einen Überblick:
| Block | Bezeichnung | Max. Leistung (MW) | Betriebsbeginn | Turbine               | Generator | Dampfkessel |
| ----- | ----------- | ------------------ | -------------- | --------------------- | --------- | ----------- |
| 1     | 7-1         | 243                | 08.1998        | General Electric (GE) | Toshiba   | IHI         |
| 2     | 7-2         | 243                | 10.1998        | GE                    | Toshiba   | IHI         |
| 3     | 7-3         | 243                | 11.1998        | GE                    | Toshiba   | IHI         |
| 4     | 7-4         | 243                | 11.1998        | GE/Toshiba            | Toshiba   | Toshiba     |
| 5     | 7-5         | 243                | 12.1998        | GE/Toshiba            | Toshiba   | Toshiba     |
| 6     | 7-6         | 243                | 12.1998        | GE/Toshiba            | Toshiba   | Toshiba     |
| 7     | 8-1         | 400                | 01.10.2008     | MHI                   | Melco     | MHI         |
| 8     | 8-2         | 400                | 01.07.2008     | MHI                   | Melco     | MHI         |
| 9     | 8-3         | 400                | 01.06.2008     | MHI                   | Melco     | MHI         |
| 10    | 8-4         | 400                | 01.04.2008     | MHI                   | Melco     | MHI         |

Die Blöcke werden von Chubu mit 7-1 bis 7-6 und 8-1 bis 8-4 bezeichnet. Die vorher vorhandenen sechs Blöcke wurden bereits außer Betrieb genommen.
Die geschätzten Kosten für die Blöcke 1 bis 6 liegen bei 1,2 Mrd. US$. Bei den Gasturbinen dieser Blöcke handelt es sich um den Typ MS7001FA von GE, bei dem die Gasturbine mit der Dampfturbine auf einer gemeinsamen Welle den Generator antreibt (engl. single-shaft CCGT).
Mit dem Bau der Blöcke 7 bis 10 wurde im Juli 2005 begonnen. Laut Chubu stellt der thermische Wirkungsgrad dieser Blöcke von 58 % den derzeitigen Weltrekord dar. Jeder Block besteht aus einer Gasturbine vom Typ M501G1 und einer Dampfturbine vom Typ SRT-45, die von MHI geliefert wurden.

## Brennstoff
Alle Blöcke des Kraftwerks verwenden LNG als Brennstoff. Rund um die Ise-Bucht liegen weitere Kraftwerke von Chubu (Chita, Chita Daini, Kawagoe und Yokkaichi), die LNG als Brennstoff verwenden. Die Kraftwerke Shin-Nagoya und Chita sind über einen unterirdischen Tunnel miteinander verbunden, durch den Gasleitungen führen.

## Sonstiges
Auf dem Gelände befindet sich eine Pilotanlage zur Rauchgasentschwefelung und Rauchgasentstickung, das auf einem vom Japan Atomic Energy Research Institute und Chubu entwickelten Verfahren beruht, bei dem Schwefeloxide (SOx) und Stickstoffoxide (NOx) über die Zwischenstufen Schwefelsäure und Salpetersäure in Kunstdünger umgewandelt werden.
Der erzeugte Strom wird über eine 275-kV-Leitung zum nahegelegenen Umspannwerk in Tōkai abgeführt, die als gasisolierter Rohrleiter mit einem Außendurchmesser von 46 cm ausgeführt ist. Die Leitung befindet sich in der oberen Hälfte eines Tunnels mit einem Durchmesser von 5,6 m, der in einer Tiefe von 30 m unter der Erde verläuft. In der unteren Hälfte des Tunnels befinden sich Leitungen für LNG.